# CTBP2
La proteína de unión C-terminal 2 (CTBP2) es una proteína codificada en humanos por el gen ctbp2.
El gen ctbp2 produce transcritos alternativos que codifica dos isoformas diferentes de la proteína. Una de ellas es un represor transcripcional, mientras que la otra isoforma es un componente principal de un proceso especializado de sinapsis conocido como cintas sinápticas. Ambas isoformas contienen un dominio de unión a NAD+ similar a los que poseen las deshidrogenasas de 2-hidroxiácido dependientes de NAD+. Una porción de la región 3' no codificante fue utilizada para mapear este gen, que fue localizado en el locus 21q21.3. Sin embargo, se pudieron encontrar loci similares en otras partes del genoma. Un análisis con el programa Blast demostró que este gen está presente en el cromosoma 10.

## Interacciones
La proteína CTBP2 ha demostrado ser capaz de interaccionar con:
- FHL3[4]
- SOX6[5]
- KLF3[4][6]
- NRIP1[7][8]
- ZFPM2[9]
- Mdm2[10]
- KLF8[11]